# Gele kaart

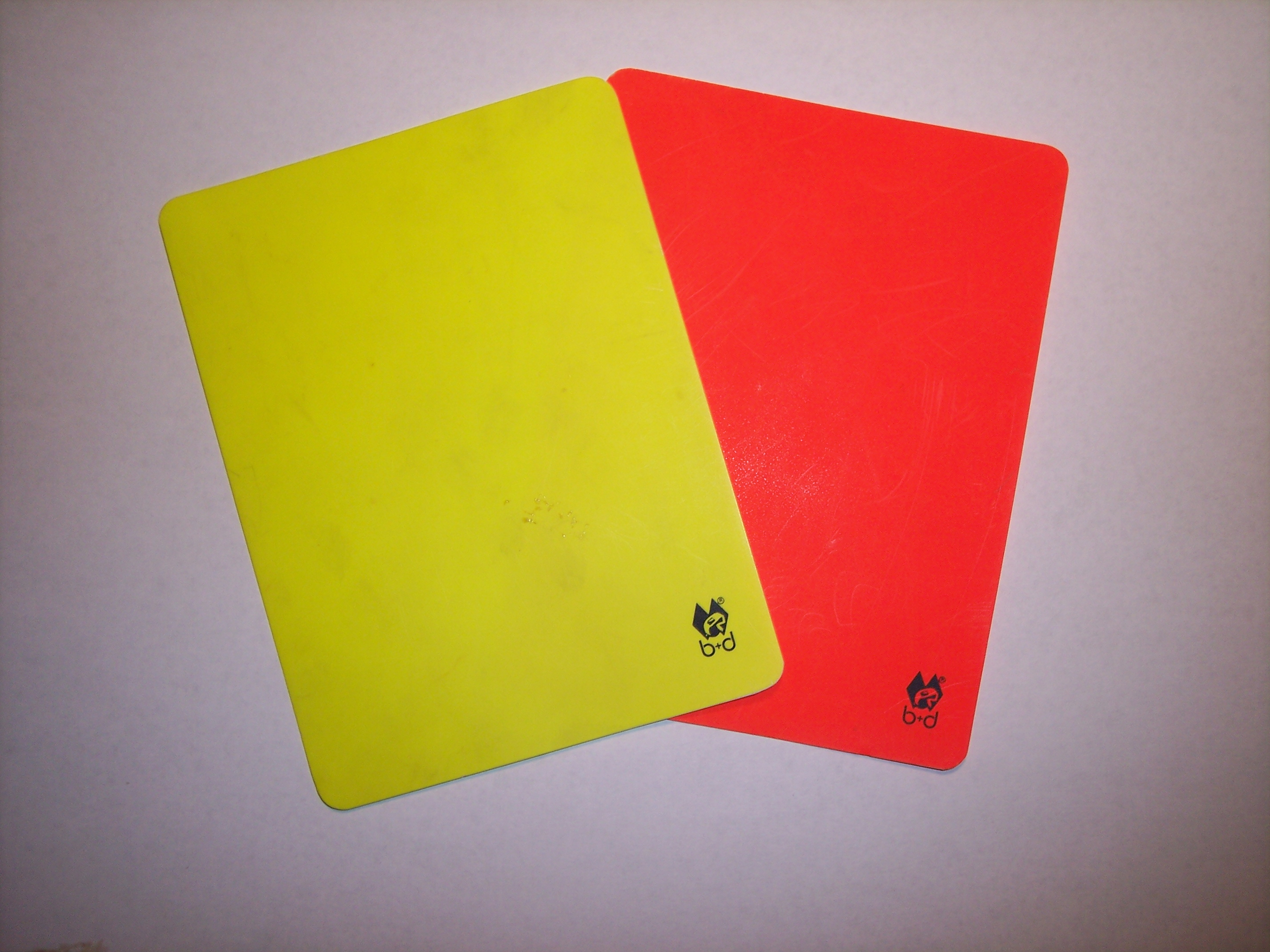
Rode en gele kaart in o.a. het voetbal

Een gele kaart wordt bij diverse sporten (zoals veldvoetbal, hockey, handbal, volleybal en rugby) gebruikt als waarschuwing of straf bij een overtreding, zoals onsportief gedrag en commentaar op de scheidsrechter. Er zijn bij de meeste sporten geen directe gevolgen aan verbonden.

## Voetbal
De gele kaart werd in het voetbal ingevoerd tijdens het wereldkampioenschap voetbal 1970. De achtergrond was de taalbarrière tijdens dergelijke internationale toernooien: scheidsrechter en spelers verstonden elkaars taal vaak niet, en het tonen van een gele of rode kaart lost dat probleem op. Later werden de kaarten ook in het nationale voetbal ingevoerd. De eerste speler die tijdens de Nederlandse competitie een gele kaart kreeg was Eltje Edens van eerstedivisieclub Veendam, op zondag 13 augustus 1972, in de wedstrijd HVC-Veendam, van scheidsrechter Gerard Jonker.

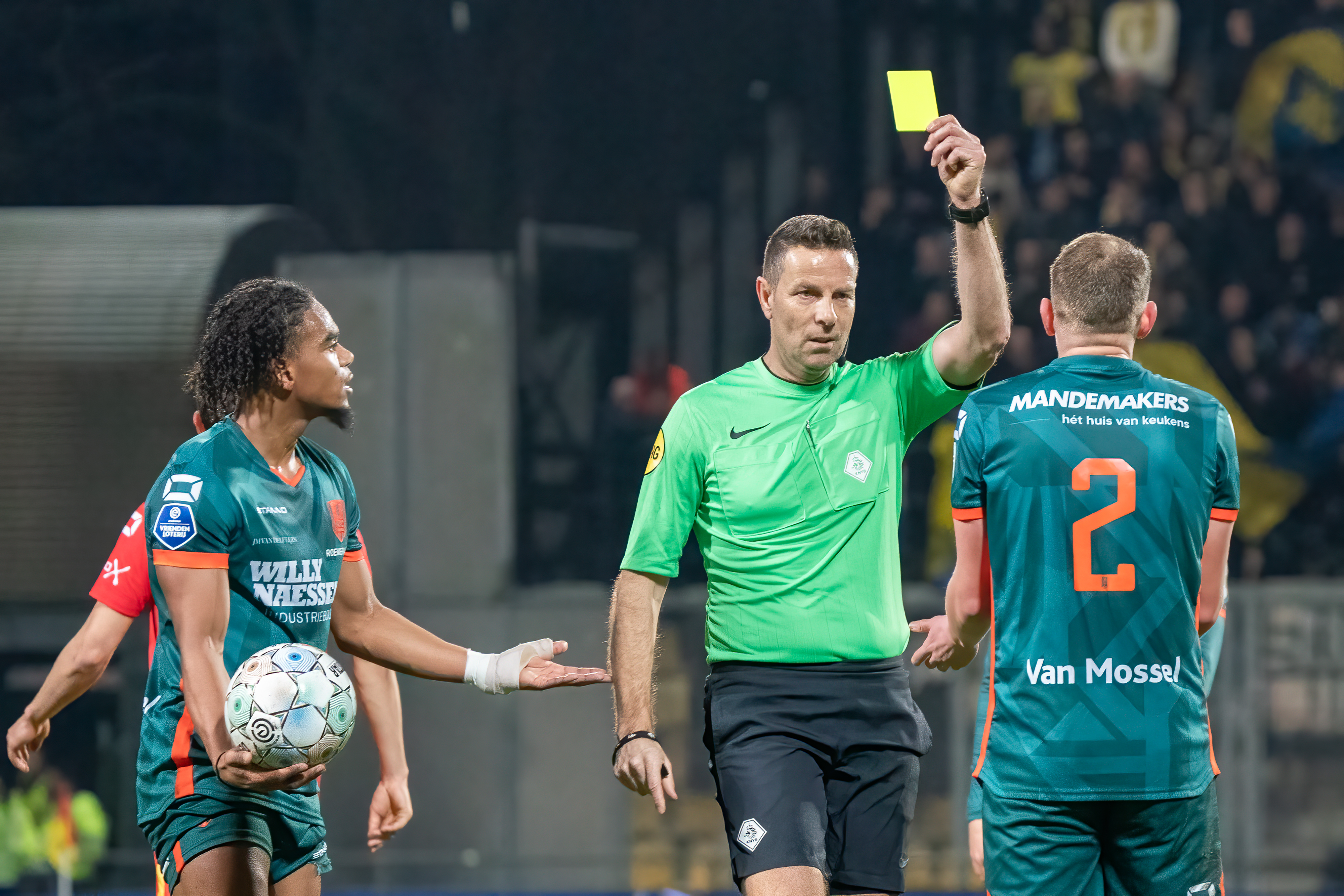
Scheidsrechter Pol van Boekel trekt de gele kaart (2024)

In het Nederlands betaald voetbal heeft een gele kaart geen directe gevolgen, de bestrafte speler kan de wedstrijd voortzetten. Bij de lagere klassen in het amateurvoetbal (in de B-categorie) heeft een gele kaart wel directe gevolgen: De speler die de kaart krijgt, mag 10 minuten niet meespelen. Als de speler in dezelfde wedstrijd opnieuw een gele kaart krijgt, wordt dit omgezet in een rode kaart, en moet de speler het veld verlaten en wordt het verder meespelen hem ontzegd. Spelers die een rode kaart ontvangen krijgen een schorsing, variërend van 1 tot en met 4 wedstrijden. Dit wordt beslist door de tuchtcommissie. Indien een speler tijdens het seizoen meerdere keren een gele kaart heeft gekregen, kan na een bepaald aantal kaarten een automatische schorsing van 1 wedstrijd volgen. Aan het begin van het seizoen wordt het totaal aantal gele kaarten op nul gesteld. De regels hierover verschillen per land.
Bij het zaalvoetbal heeft een gele kaart wel directe gevolgen. De speler die de kaart krijgt, mag twee minuten niet meespelen. De speler mag in die periode niet worden vervangen, zodat het team met een speler minder moet spelen. Als in die twee minuten wordt gescoord door de tegenpartij, mag het team onder voorwaarden wel weer worden aangevuld.
Een speler wordt een gele kaart getoond, indien hij een van de hieronder volgende overtredingen begaat:
1. Zich schuldig maakt aan onsportief gedrag. Hierbij is ook misleiding inbegrepen.
2. Door woord of gebaar toont het niet eens te zijn met een beslissing van de scheidsrechter.
3. Herhaaldelijk de spelregels overtreedt.
4. De uitvoering van een spelhervatting vertraagt.
5. Niet de vereiste afstand in acht neemt bij een hoekschop of vrije schop.
6. Het speelveld (opnieuw) betreedt zonder toestemming van de scheidsrechter.
7. Doelbewust het speelveld verlaat zonder toestemming van de scheidsrechter.
8. Het hinderen van de keeper in het aangegeven vijfmetergebied.
9. De bal wegtrappen nadat de scheidsrechter heeft aangegeven dat er een overtreding is begaan of dat de speler buitenspel stond.
10. Het uittrekken van het officiële speelshirt.

## Rugby
Bij rugby volgt op een gele kaart een tijdstraf van 10 minuten. Als er een voorwaartse uit het veld wordt gestuurd, mag de coach ook een back uit het veld halen en een andere voorwaartse inzetten, zodat er normaal gescrumd kan worden.

## Hockey

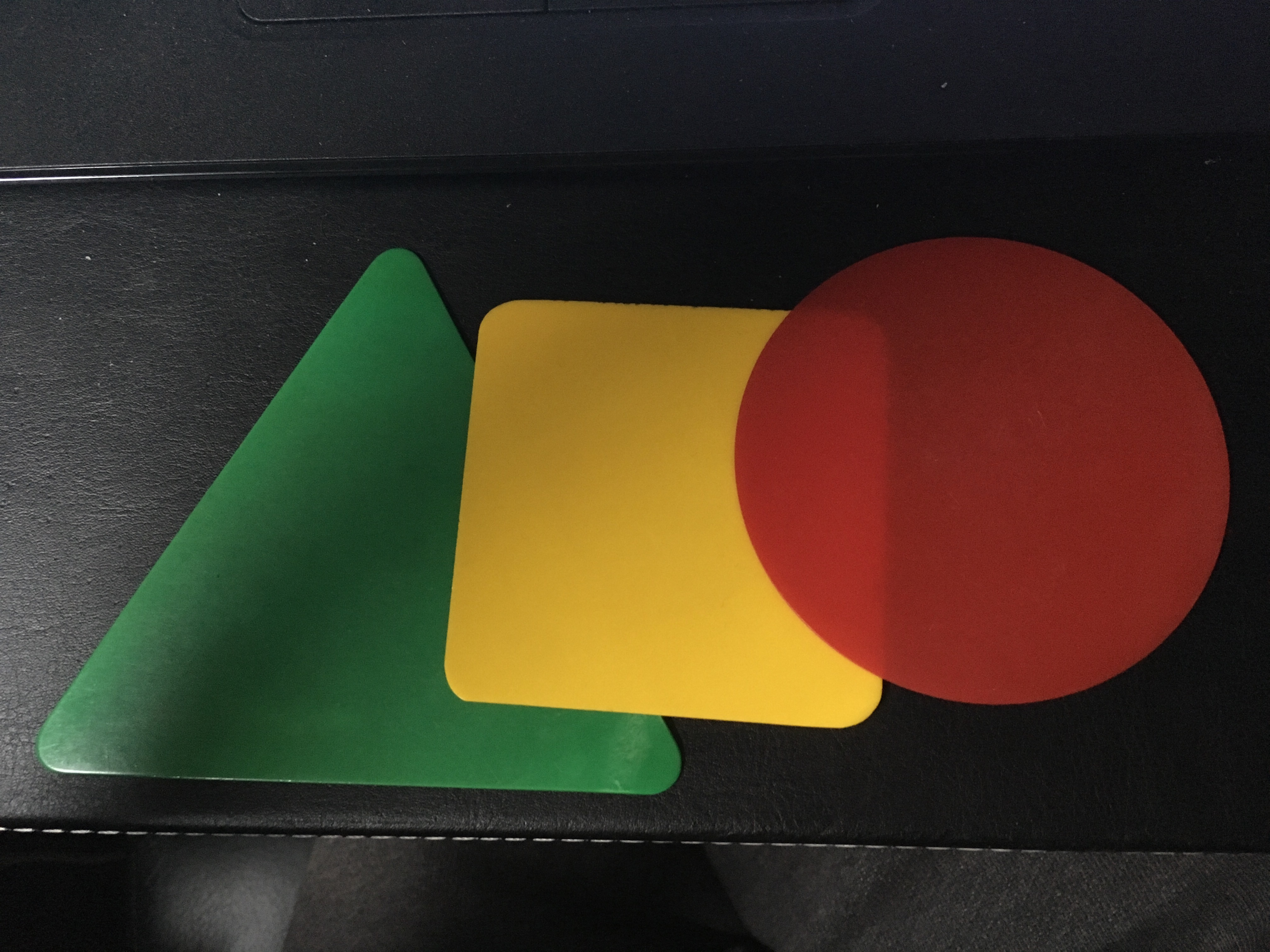
De gele kaart in het hockey (midden)

In het hockey is de gele kaart geen waarschuwing, maar een straf en hangt er een tijdstraf aan vast. De tijdstraf bedraagt afhankelijk van de ernst van de overtreding 5 of 10 minuten. In het zaalhockey is dit, vanwege de beperktere speeltijd, 2 of 5 minuten. De vorm van de kaart is vierkant. In wedstrijden van de lagere klassen kan het voorkomen dat een scheidsrechter de kaarten niet op zak heeft. Om toch aan te geven dat een speler deze kaart krijgt, kan de scheidsrechter dit verbaal en met vingergebaren (de vorm of het aantal minuten tijdstraf) communiceren.

### Toekenning
De gele kaart kan direct worden gegeven of wanneer eerder in de wedstrijd al de groene kaart is getoond en een overtreding van dezelfde ernst wordt begaan. Hockey kent maar één situatie waarin standaard een gele kaart moet worden gegeven: in het geval van een sliding tackle van een speler, waarbij de tegenstander neergaat. De tijdstraf bedraagt dan 10 minuten.
Bij een tweede gele kaart wordt over het algemeen een rode kaart gegeven, dit is echter niet verplicht. In tegenstelling tot voetbal, kan het dus voorkomen dat een speler met twee gele kaarten (na het uitzitten van de tijdstraf) verder mag spelen. De overtreding moet dan wel verschillend van aard zijn (fysiek en verbaal) en de tijdstraf van de tweede kaart moet langer zijn dan de eerste. Een speler kan bijvoorbeeld eerst een gele kaart (5 min) voor commentaar op de arbitrage krijgen en later een gele kaart (10 min) voor het omverduwen van een tegenstander.
De bestrafte speler moet op de strafbank plaatsnemen, in Nederland (enkel bij veldhockey) moet de speler op de spelersbank plaatsnemen. Als de bestrafte speler zich tijdens de straftijd misdraagt of blijft misdragen kan de scheidsrechter de straftijd verlengen en hoeft daar niet per se een nieuwe kaart voor te geven.

### Registratie
Gele kaarten moeten altijd geregistreerd worden op het wedstrijdformulier. Gele kaarten worden door de KNHB via die wedstrijdformulieren bijgehouden. Bij iedere 3e en 5de gele kaart volgt een schorsing (resp. één en twee wedstrijden) met eventueel door de vereniging waar hij of zij staat geregistreerd opgelegde geldboetes.

### Kaart voor de aanvoerder en teambegeleider
De aanvoerder draagt de verantwoordelijkheid voor het gedrag van het hele team. De aanvoerder kan een kaart ontvangen indien hij of zij de verantwoordelijkheden niet nakomt: de aanvoerderskaart. Deze is meestal geel met 5 minuten tijdstraf. Tijdens deze straf moet een vervangende aanvoerder aangewezen worden, deze kan vervolgens ook een aanvoerderskaart krijgen. Een aanvoerderskaart wordt wel op het wedstrijdformulier vermeldt, maar telt niet mee in de berekening voor de schorsing van de desbetreffende speler.
De aanvoerder draagt ook de verantwoordelijkheid voor het gedrag van de teambegeleider. In sommige landen (waaronder Nederland en België) kunnen teambegeleiders individueel bestraft worden en is die verantwoordelijkheid minder groot, maar in het internationale hockeyreglement is dit niet het geval.

#### Kaart voor teambegeleider (Nederland)
In Nederland kan teambegeleider een kaart krijgen voor "onjuist gedrag". Als dit een gele kaart is, betreft de straftijd altijd (minimaal) 10 minuten. De teambegeleider moet dan achter het hek plaatsnemen en mag gedurende de straftijd niet coachen. Ook speelt het team met een speler minder tijdens de straftijd.

#### Kaart voor een niet-spelend persoon (België)
Een niet-spelend persoon van de bank kan in België een gele kaart krijgen. Het team speelt dan 5 minuten met één speler minder. De niet-spelende persoon mag wél op het veld blijven en zijn taak blijven uitvoeren.

## Volleybal
Bij volleybal telt de gele kaart als waarschuwing. Hierop kan dan een rode kaart als bestraffing volgen of een combinatie van een gele en rode kaart samen.

## Wielrennen
Sinds 1 januari 2025 hanteert de UCI voor wielerwedstrijden van professionals een systeem van gele kaarten. Deze worden vooral uitgedeeld voor overtredingen die de veiligheid van de renners en toeschouwers in gevaar brengen, zoals het uitdelen van duwen, het rijden over de stoep of het afdoen van de helm. Niet alleen renners, maar ook anderen die beroepsmatig bij de wedstrijden betrokken zijn kunnen een gele kaart krijgen, zoals ploegleiders, verzorgers, motorrijders, verslaggevers en fotografen.
Twee gele kaarten tijdens een eendagswedstrijd of een etappewedstrijd worden bestraft met een schorsing van 7 dagen. Wie binnen 30 dagen 3 gele kaarten ontvangt, wordt voor 14 dagen uitgesloten van wedstrijden, terwijl 6 kaarten binnen een jaar leiden tot een schorsing van 30 dagen. Kaarten die al hebben geleid tot een uitsluiting tellen niet meer mee.

## Trivia
- De Onderwijsinspectie in Nederland kan een officiële waarschuwing uitdelen aan opleidingen. Deze worden in de media meestal "gele kaart" genoemd.
- In Vlaanderen wordt ook wel eens gesproken van een “gele karton”, als leenvertaling van de Franse term "carton jaune".